# Pablo Pacheco
Pour les articles homonymes, voir Pacheco.
Pablo Pacheco Vidal (1908–1982) est un footballeur péruvien.

## Biographie
Pacheco joue en attaque dans le club péruvien d'Universitario de Deportes, remportant le championnat national en 1929. Il est notamment connu pour avoir marqué le premier but dans l'histoire des Superclásicos entre l'Universitario et son grand rival, l'Alianza Lima, le 23 septembre 1928 (victoire 1–0 des premiers).
Pacheco est sélectionné en équipe du Pérou par l'entraîneur catalan Francisco Bru pour participer à la Coupe du monde 1930 en Uruguay. Son pays tombe dans le groupe C avec la Roumanie et le futur vainqueur et hôte, l'Uruguay, mais il ne prend part à aucun des deux matchs de son équipe pendant ce mondial.